# اولچواآپاتی
اولچواآپاتی (به مجاری: Olcsvaapáti) یک منطقهٔ مسکونی در مجارستان است که در سابولچ-ساتمار-برگ واقع شده‌است. اولچواآپاتی ۱۱٫۰۰ کیلومتر مربع مساحت و ۳۳۵ نفر جمعیت دارد.